# Montipora contorta
Espèce
Montipora contorta est une espèce de coraux de la famille des Acroporidae.

## Taxonomie
Pour plusieurs sources, dont le World Register of Marine Species, ce taxon est invalide et lui préfèrent Montipora confusa Nemenzo, 1967.

## Publication originale
- Nemenzo & Montecillo, 1981 : Four new Scleractinia species from Arangas Islet (Surigao del Sur Province, Philippines). The Philippine Scientist, vol. 22, pp. 157-167 (en).